# Crossodactylus boulengeri
Crossodactylus boulengeri é uma espécie de anfíbio da família Hylodidae. Endêmica do Brasil, pode ser encontrada na Serra do Mar no município Angra dos Reis e Paraty no estado do Rio de Janeiro, e nos municípios de São José do Barreiro a Santo André, no estado de São Paulo.
Considerada um sinônimo de Crossodactylus dispar desde 1930, foi restaurada a categoria de espécie distinta em 2014.

## Área de Ocorrência
Crossodactylus boulengeri é historicamente registrado em uma região preservada. No entanto, os registros são pontuais e históricos, sendo o último encontro documentado em 1970. Apesar de diferentes pesquisadores terem amostrado as localidades conhecidas e ambientes propícios nas últimas cinco décadas, a espécie não foi mais encontrada.

## População
Sua população é incerta, com base nos registros históricos e na ausência de avistamentos recentes. Essa falta de avistamentos levanta suspeitas de extinção ou uma população extremamente reduzida, possivelmente com menos de 50 indivíduos maduros.

## Ameaças
Sérios danos ambientais em Paranapiacaba devido à intensa poluição proveniente do município de Cubatão, uma cidade industrial em terras baixas do litoral do estado de São Paulo, durante os anos 1970 e início dos anos 80. Estes danos incluíram acidificação da água, o que representaria uma séria ameaça para as espécies nativas. Para esses autores, muitas espécies que declinaram ou desapareceram na Boracéia também sofreram declínio ou tornaram-se extintas localmente em Paranapiacaba. No entanto, não há certeza sobre o desaparecimento da espécie nessas localidades.

## Estado de Conservação
O ICMBio categorizou a espécie como Criticamente em Perigo (CR) segundo o critério D, indicando que a espécie está possivelmente extinta (PEX).